# Ја поруке
Ја поруке су поруке које појединац „одашиља” од себе, повезане са сопственим мислима, осећањима и потребама. Ја поруке исказују тежње, вредновање и доживљаје онога што чинимо или шта други чине. Доживљаји се стављају у контекст са сопственим вредностима и исказују као поруке у облику осећаја, мисли, исказивања и потреба.